# Cyclocephala regularis
Cyclocephala regularis är en skalbaggsart som beskrevs av Thomas Casey 1915. Cyclocephala regularis ingår i släktet Cyclocephala och familjen Dynastidae. Inga underarter finns listade i Catalogue of Life.